# Pequot

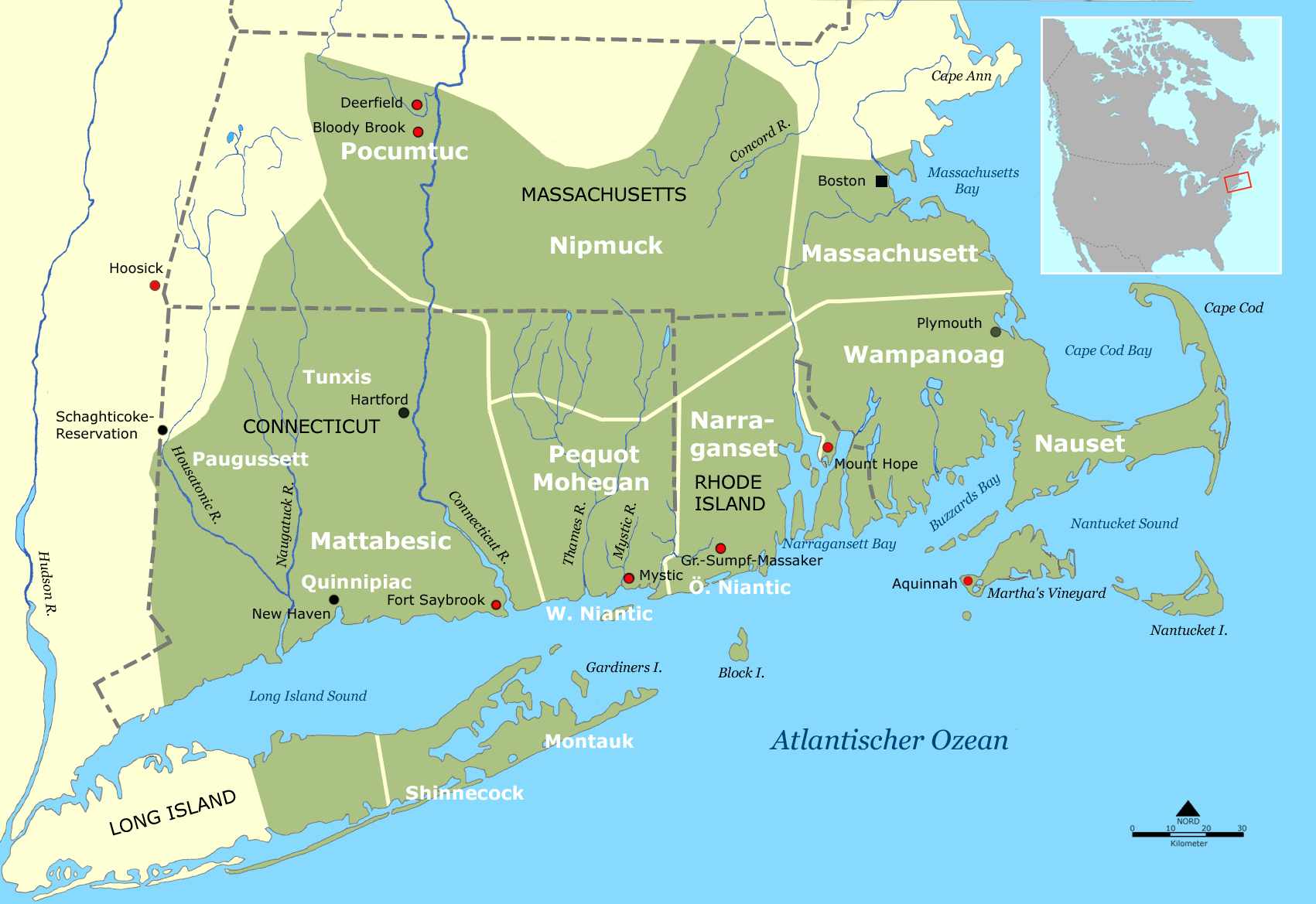
Wohngebiet der Pequot und benachbarter Stämme um 1600 und historische Orte (rot)

Die Pequot waren Angehörige eines Algonkin sprechenden Indianerstammes, der im Thames Valley im heutigen Bundesstaat Connecticut lebte. Im frühen 17. Jahrhundert wurden die Pequot und Mohegan vom Pequot-Sachem Sassacus gemeinsam geführt, bis der Stamm sich teilte und die Mohegan unter ihrem Sachem Uncas unabhängig wurden. Nach der vernichtenden Niederlage im Pequotkrieg 1637 gegen die Engländer gerieten die meisten Überlebenden der Pequot und ihre Siedlungsgebiete unter die Kontrolle der Mohegan.

## Lebensunterhalt und Kultur
Die Pequot waren halbsesshaft. Sie betrieben Ackerbau und umgaben ihre Dörfer zum Teil mit Palisaden. Sie wohnten im Winter in Langhäusern mit Dächer aus Ulmenrinde. Mehrere Familien bewohnten diese Häuser zusammen. Auch für Behältern wie Schüsseln und Fässern sowie zum Bau von Kanus wurde Ulmenrinde benutzt. Eine Dorfgruppe bis zu mehreren hundert Personen wurde als soziale, wirtschaftliche und politische Basiseinheit angesehen. Die Männer bauten Häuser, errichteten Palisaden, fischten, jagten, reisten, handelten, spielten, verteidigten ihre Dörfer gegen Angriffe und gingen auf den Kriegspfad. Frauengruppen arbeiteten außerhalb der Dörfer unter der Leitung einer älteren, erfahrenen Frau auf Mais-, Bohnen- und Kürbisfeldern. Nach der Ernte zogen Jagdgruppen in die Wälder zur Hirschjagd, lagerten dort und kehrten in der Mitte des Winters zurück. Die Frühlingsschwärme der Fische brachten die Familien an die nahegelegenen Flüsse und Seen.
Jedes Dorf hatte eine Ratsversammlung aus erwachsenen Männern, die einen oder mehrere Dorfhäuptlinge beriet. Die Pequot liebten Zusammenkünfte und verbrachten beträchtliche Zeit mit Ratsversammlungen. Die Zusammensetzung der Ratsversammlungen wurde durch den Ort, das Geschlecht, das Alter und das spezielle Thema bestimmt. Für jede Versammlung gab es ein eigenes Protokoll und bestimmte Regeln, um zum Konsens zu kommen.
Die Pequot waren kriegerisch und bei ihren Nachbarn gefürchtet. Kriegsführung war in der Pequot-Gesellschaft tief verwurzelt und die Selbstachtung war vom Erreichen des persönlichen Prestiges abhängig. Kriegsgefangene wurden versklavt oder adoptiert, um tote Familienangehörige zu ersetzen.

## Name
Pequot ist ein Algonkinwort. Einige Sprachwissenschaftler aus dem frühen 20. Jahrhundert nahmen an, das Wort stamme von Paquatauog und bedeute Zerstörer oder Männer des Sumpfes. Nach Ansicht von Frank Speck bezieht es sich auf das Territorium der Pequot, die Küste des Long Island Sound, und bedeutet Untiefen eines Gewässers (engl.: shallowness of a body of water). Speck (1881–1950) war Anthropologe und Experte für Algonkin-Sprachen in Neuengland.

## Geschichte

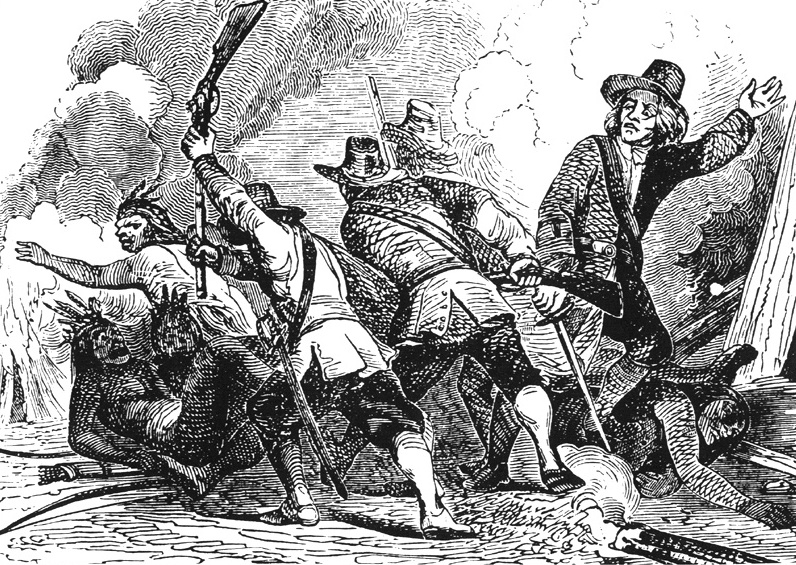
Angriff der Kolonisten auf das Pequot-Fort am Mystic River

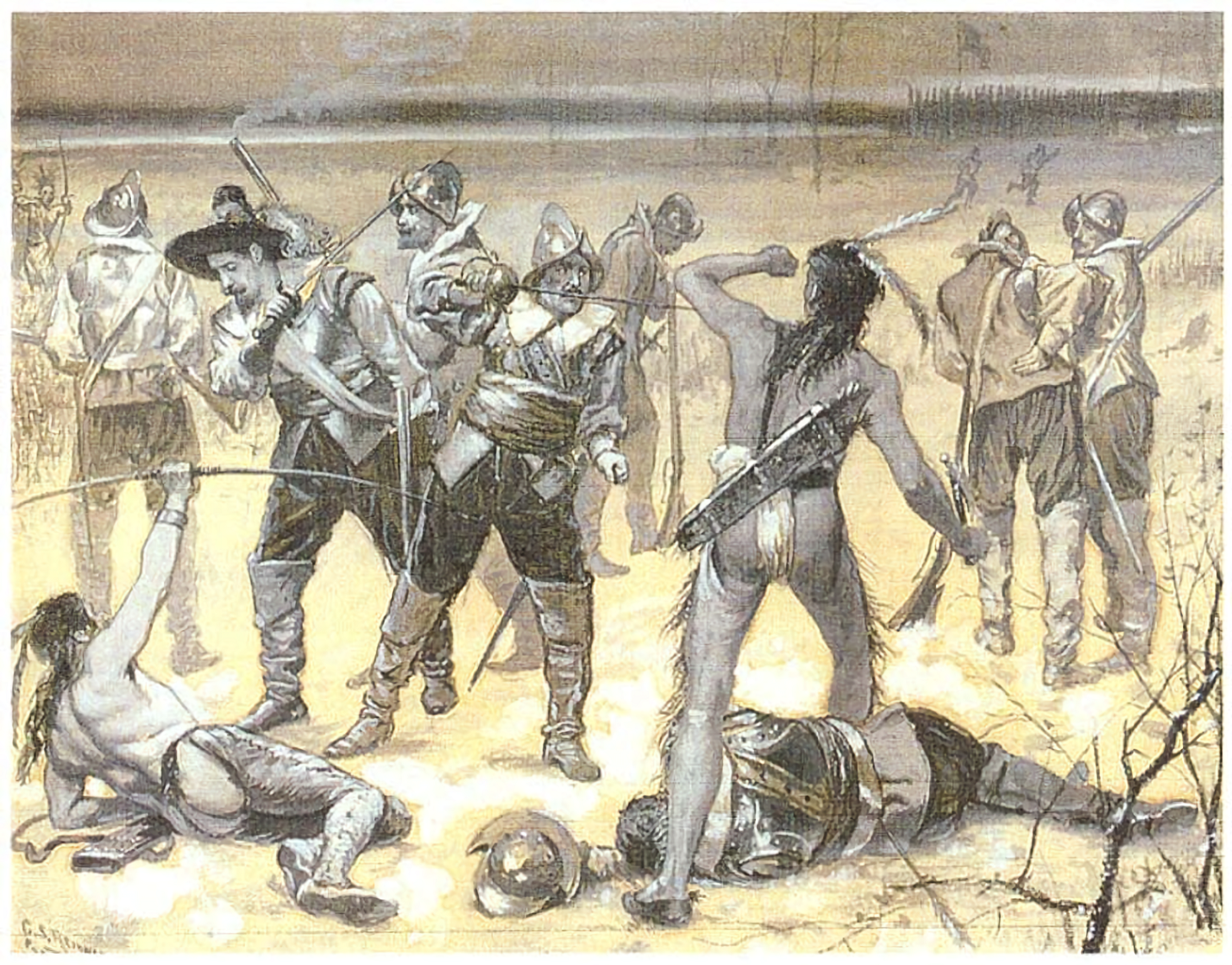
Lion Gardiner im Pequotkrieg von Charles Stanley Reinhart (um 1890 gemalt)

### Spaltung der Pequot und Mohegan
Die Mohegan und die Pequot wurden gemeinsam vom Häuptling Sassacus geführt, bis eine Rebellion des Unterhäuptlings Uncas den Stamm spaltete. Uncas verweigerte Sassacus die Gefolgschaft und verließ schließlich mit 50 Kriegern und ihren Familien die Pequot-Dörfer. Sie siedelten in einem neuen Dorf am Connecticut River nördlich des heutigen Lyme und nannten sich Mohegan. Uncas gelang es schließlich, seine Gruppe derart zu vergrößern, dass sie von Sassacus nicht mehr zur Rückkehr gezwungen werden konnte.
Nach dem ersten Kontakt um 1620 lebten Pequot und britische Siedler zunächst friedlich nebeneinander. Allmählich jedoch steigerten sich die Ressentiments der Pequot gegenüber den neuen Kolonisten, die in oft anmaßender Weise in ihr Wohngebiet vordrangen. 1634 wurde der als Sklavenjäger bekannte Bostoner Kapitän und Händler John Stone von Westlichen Niantic beim Versuch getötet, indianische Frauen und Kinder auf Block Island zu fangen. Sein Tod empörte die Kolonisten. Da die Niantic Verbündete der Pequot waren, machte sich Sassacus zu Versöhnungsgesprächen auf den Weg. Die Puritaner ließen sich jedoch nicht durch Pelze und Wampum besänftigen, sondern verlangten die Auslieferung der Schuldigen. Es kam zu keiner Einigung, Sassacus und die Puritaner gingen im Zorn auseinander. Die Behörden in Massachusetts sandten eine Strafexpedition aus, um die Dörfer und Felder der Ureinwohner zu zerstören. Puritanische Geistliche unterstützten die Gewalt gegenüber den Pequot, die sie als Ungläubige ansahen. Die britischen Siedler griffen bereitwillig zu den Waffen.

### Pequot-Krieg
In dem kurzen, aber erbarmungslosen Pequot-Krieg von 1637 wurde unter dem Befehl von Captain John Mason und mit Hilfe der verbündeten Mohegan- und Narraganset-Krieger das Hauptfort der Pequot am Mystic River in Connecticut überfallen und niedergebrannt. 500 bis 600 Bewohner verbrannten bei lebendigem Leib oder wurden abgeschlachtet.
Der Kommandant der Puritaner, John Mason, schrieb: Aber Gott kam über sie, der seine Feinde und die Feinde seines Volkes auslachte, um sie zu verachten, und verwandelte sie in einen brennenden Ofen: So wurden die, die stolzen Herzens waren, verdorben, nachdem sie ihren letzten Schlaf geschlafen hatten, und keiner ihrer Männer konnten zu ihren Händen finden. So richtete der Herr unter den Heiden und füllte den Platz mit Leichen!
Ein anderer Augenzeugen berichte: Mehr als 500 Indianer brieten im Feuer und Ströme von Blut sickerten durch die Palisaden hindurch. Der Gestank war fürchterlich, aber der Sieg war ein süßes Opfer und wir beteten alle zu Gott, um ihm für seinen Beistand zu danken.
Die Landnahme ähnelte zunehmend einer ethnischen Säuberung aus gleichermaßen materiellen wie religiösen Gründen. Puritaner töteten indianische Hunde, wenn die Zahl der toten Indianer zu gering war. Sie verlangten von indianischen Stämmen, die mit ihnen verbündet waren, Körperteile der gemeinsamen Feinde als Zeichen ihrer Treue und als Antwort auf Bittgebete zu Gott. Gefangenen Indianern wurden die Gliedmaßen eines nach dem anderen ausgerissen. Die Behörden beauftragten Zivilisten, Indianer zu jagen und den Erfolg der Jagd mit dem Kopf des Getöteten zu belegen.
Die Pequots kannten eine derartige Kriegführung nicht. Es gab kein größeres, viele Stämme übergreifendes Bündnis gegen die Siedler und die Pequot bemerkten erst spät, dass die Puritaner Krieg gegen sie führen wollten. Besiegt, in kleine Gruppen aufgesplittert, flüchteten die Pequot aus ihrem Land. Zahlreiche Flüchtende wurden von den Engländern oder ihren verbündeten Indianern getötet oder gefangen. Manche verkaufte man als Sklaven nach Neuengland oder Westindien, während die Mohegan die Kontrolle über das Pequotland erhielten. Diejenigen, die sich ergaben, verteilte man auf andere Stämme, aber sie wurden derartig schlecht behandelt, dass sie 1655 unter die direkte Obhut der Kolonialregierung genommen und wieder am Mystic River angesiedelt wurden. Es wurden zwei Reservationen eingerichtet, die Mashantucket Reservation bei Ledyard (1666) und die Paucatuck Reservation bei Lantern Hill (1683).
Nach dem Vernichtungskrieg von 1636–1637 gegen die Pequot schickte William Peirce 1637 15 überlebende Knaben und zwei Frauen nach Bermuda, die Deidre landete jedoch auf Providence Island und die Pequot wurden hier versklavt. Berichte der Providence Company  beschreiben sie als „kannibalische Neger“.

### King Philip’s War
Im King Philip’s War vereinigten sich Krieger der Pequot mit den Mohegan, um gegen die verbündeten Neuengland-Stämme zu kämpfen. Sie waren an der Gefangennahme des Narraganset-Sachems Canonchet beteiligt. Die Indianer Neuenglands hatten im Vergleich zu anderen Kolonialkriegen in Nordamerika die proportional höchsten Verluste. Am Ende des Krieges hatten von 20.000 Ureinwohnern Neuenglands 3.000 ihr Leben verloren, was etwa 15 % entsprach. Obwohl kleine Gruppen bis ins 19. Jahrhundert am Connecticut River lebten, verschwanden zahlreiche Stämme als organisierte Gruppe. Auch den Engländern brachte der Krieg hohe Verluste: 600 Kolonisten und Soldaten fanden den Tod, insgesamt 90 Siedlungen wurden angegriffen und davon 13 völlig zerstört.

## Aktuelle Situation

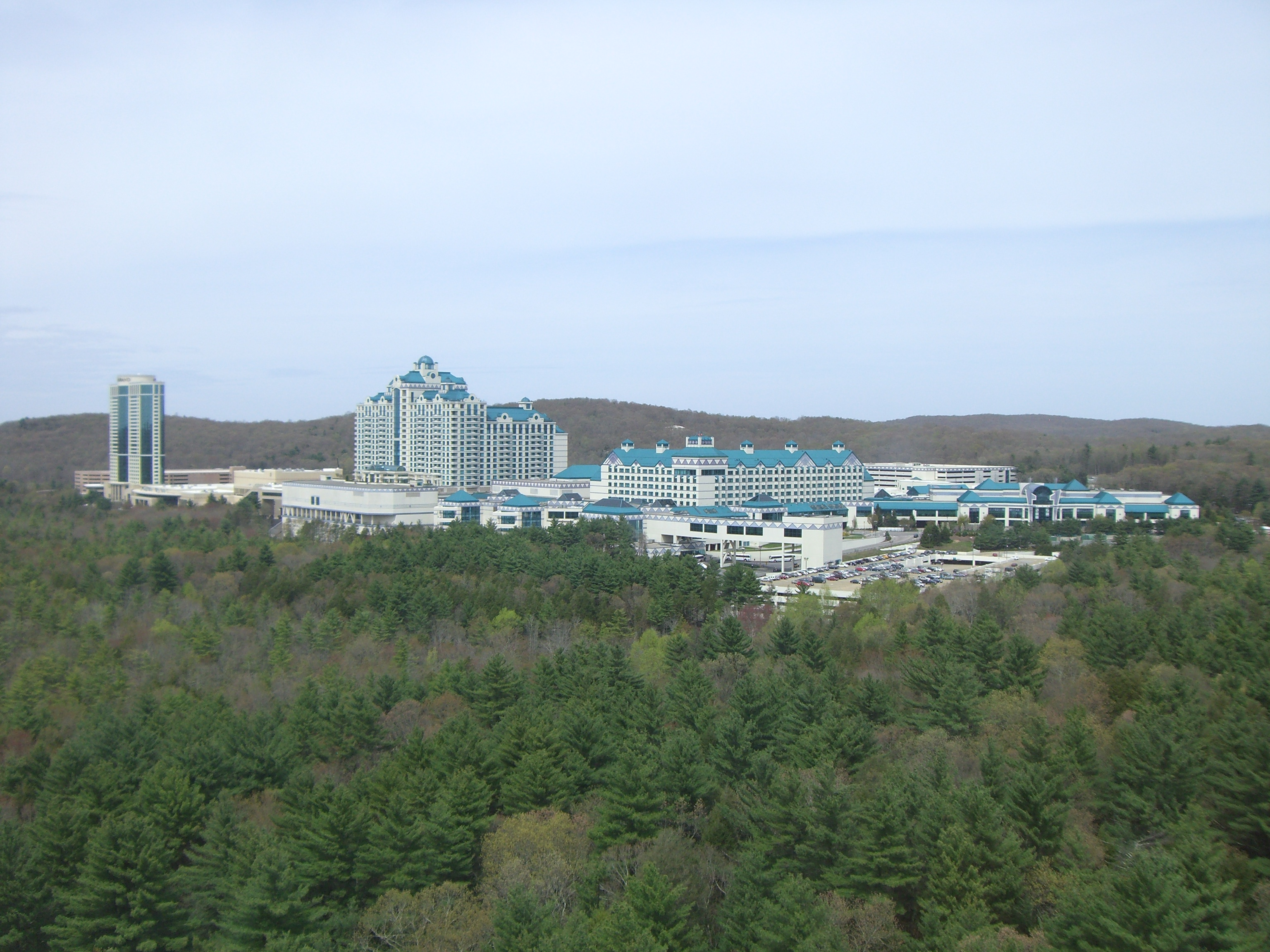
Das Foxwood Casino

Der US-Zensus 2000 listet 1.283 Pequot auf. Im Einzelnen: Mashantucket Pequot 511, Paucatuck Eastern Pequot 46, sonstige Pequot 726. Stammesmitglieder fanden heraus, dass der US-Staat Connecticut im Jahr 1856 unrechtmäßig und entgegen vorherigen vertraglichen Abmachungen mit dem Stamm der Pequot 600 Acres (ca. 2,5 km²) Stammesland an Weiße verkauft hatte. Im Zuge der Erstarkung der indigenen Völker in den 1970er Jahren gelang es den Stammesvertretern, in einem Prozess gegen den Staat Connecticut einen Teil der Landrechte sowie 700.000 US-Dollar zurückzubekommen. Außerdem wurde der Stamm 1983 formell anerkannt.
Mit malaysischer Kapitalbeteiligung wurde 1992 ein Kasino in Stammesbesitz eröffnet. Das Foxwoods ist das profitabelste Kasino in Indianerhand. 8.600 so genannte Slot Machines, dazu ein Theater mit 4.000 Plätzen, Restaurants, ein Spa und weitere Einrichtungen brachten nicht nur den Stammesmitgliedern der Mashantucket Pequot hohe Einnahmen. Seit 1992 erhielt der Bundesstaat 2,6 Milliarden Dollar, 25 % der Einnahmen stammten aus den Slot Machines. Das riesige Kasino bietet rund 10.000 Arbeitsplätze, weitere 30.000 sind mittelbar davon abhängig. Zusammen mit dem Kasino der benachbarten Mohegan, dem Mohegan Sun, setzt das Haus jährlich rund 2,5 Milliarden Dollar um.
Die Gewinne werden teilweise in Bildungsstätten, Museen Kindergärten, Krankenhäuser oder Pflegeheime investiert, dazu kommen unbekannte Beträge an einzelne Stammesmitglieder. Ein Museum präsentiert die Geschichte der Pequot.

## Rezeption
Pequod heißt das Schiff Kapitän Ahabs in dem Roman Moby Dick von Herman Melville.